# Nentschau

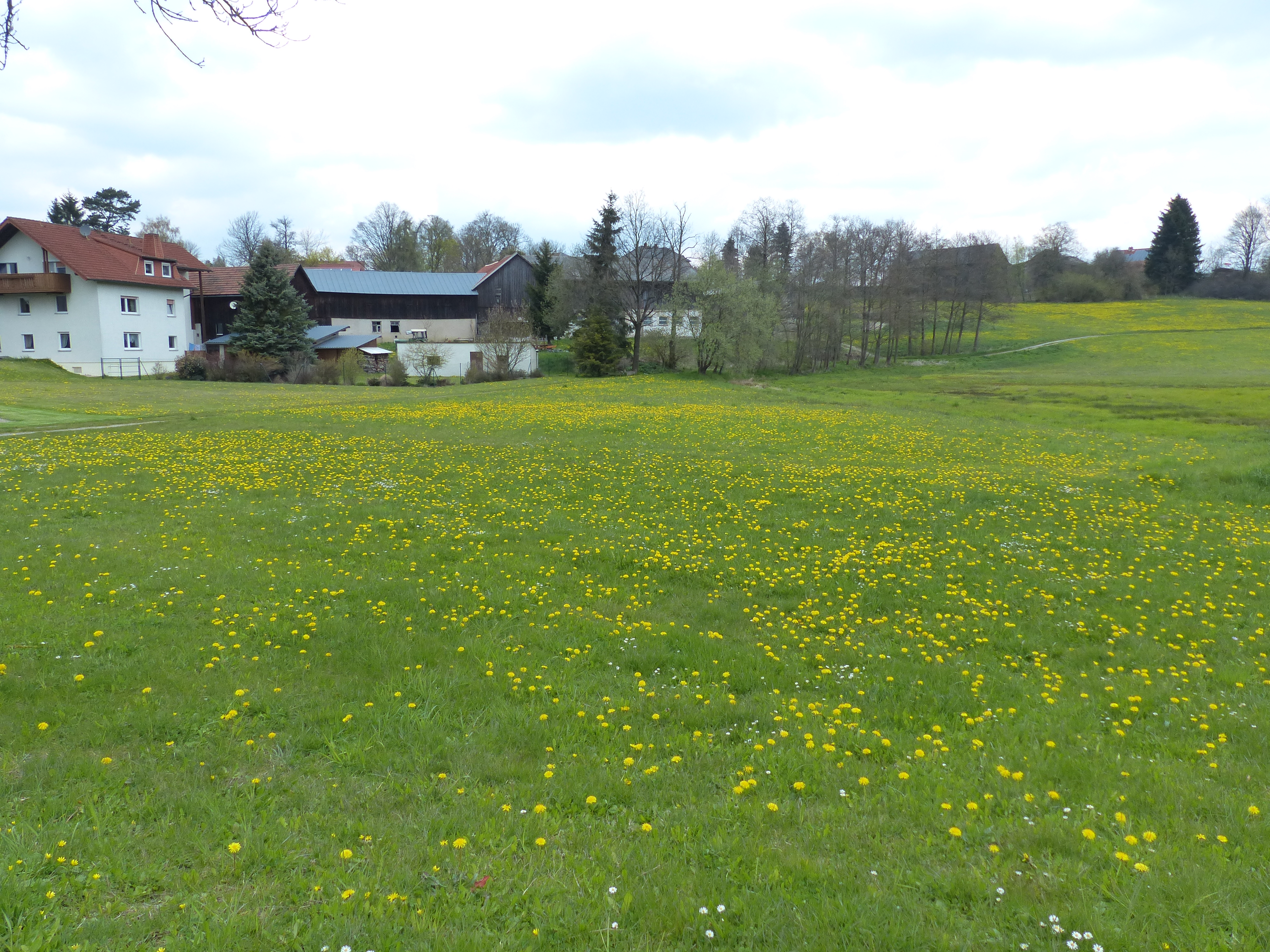
Am Ortsrand von Nentschau

Nentschau ist ein Gemeindeteil der Gemeinde Regnitzlosau im Landkreis Hof (Oberfranken, Bayern).

## Geographie
Das Dorf liegt im Osten des Regnitzlosauer Gemeindegebiets und grenzt an den sächsischen Vogtlandkreis. Nördlich liegen die sächsischen Nachbardörfer Gassenreuth und Posseck, östlich Unterhammer, südwestlich Förtschenbach und Neumühle, im Westen liegt Trogenau.

## Geschichte
Der Ort wurde im Jahre 1340 erstmals urkundlich als „Nenschkau“ erwähnt. 1622 erwarben die von Streitberg die Hammermühle und weitere Güter von den Herrn von Seckendorff. 1846 wurde das erste Schulhaus zwischen Nentschau und Trogenau gebaut, das 1901 aufgestockt wurde. 1910 hatte Nentschau 326 Einwohner. 
Seit 1524 Kursachsen seine Hoheitsrechte über Losau, Nentschau und Trogenau an das Haus Brandenburg abgab, verläuft zwischen Posseck und Nentschau die bayerisch-sächsische Grenze.
Am 1. Januar 1972 wurde die Gemeinde Nentschau im Zuge der Gebietsreform in Bayern nach Regnitzlosau eingemeindet.
Nach dem Fall der Berliner Mauer wurde am 22. Dezember 1989 der alte Grenzübergang zwischen Posseck und Nentschau geöffnet.

## Baudenkmäler
Zwei Dreiseithöfe stehen unter Denkmalschutz, einer davon mit Schupfen und Scheune. Ein mittelalterlicher Kreuzstein ist ein weiteres Baudenkmal. Es gibt noch Spuren eines Turmhügels.